# Aqtöbe (provins)
Aqtöbe oblisi (kazakiska: Ақтөбе облысы; ryska: Актюбинская область, Aktjubinskaja oblast) är en provins (oblyst) i västra Kazakstan som fått sitt namn efter huvudorten Aqtöbe. Provinsen har en yta på 300 600 km² och 678 900 invånare (2005).